# Квазіпраліси Вишківського лісництва
Квазіпраліси Вишківського лісництва — пралісова пам'ятка природи місцевого значення. Об'єкт розташований на території Долинського району Івано-Франківської області, ДП «Вигодське лісове господарство», Вишківське лісництво, квартал 16, виділи 1, 2, 5, 26.
Площа — 47,6 га, статус отриманий у 2020 році.